# Tagung

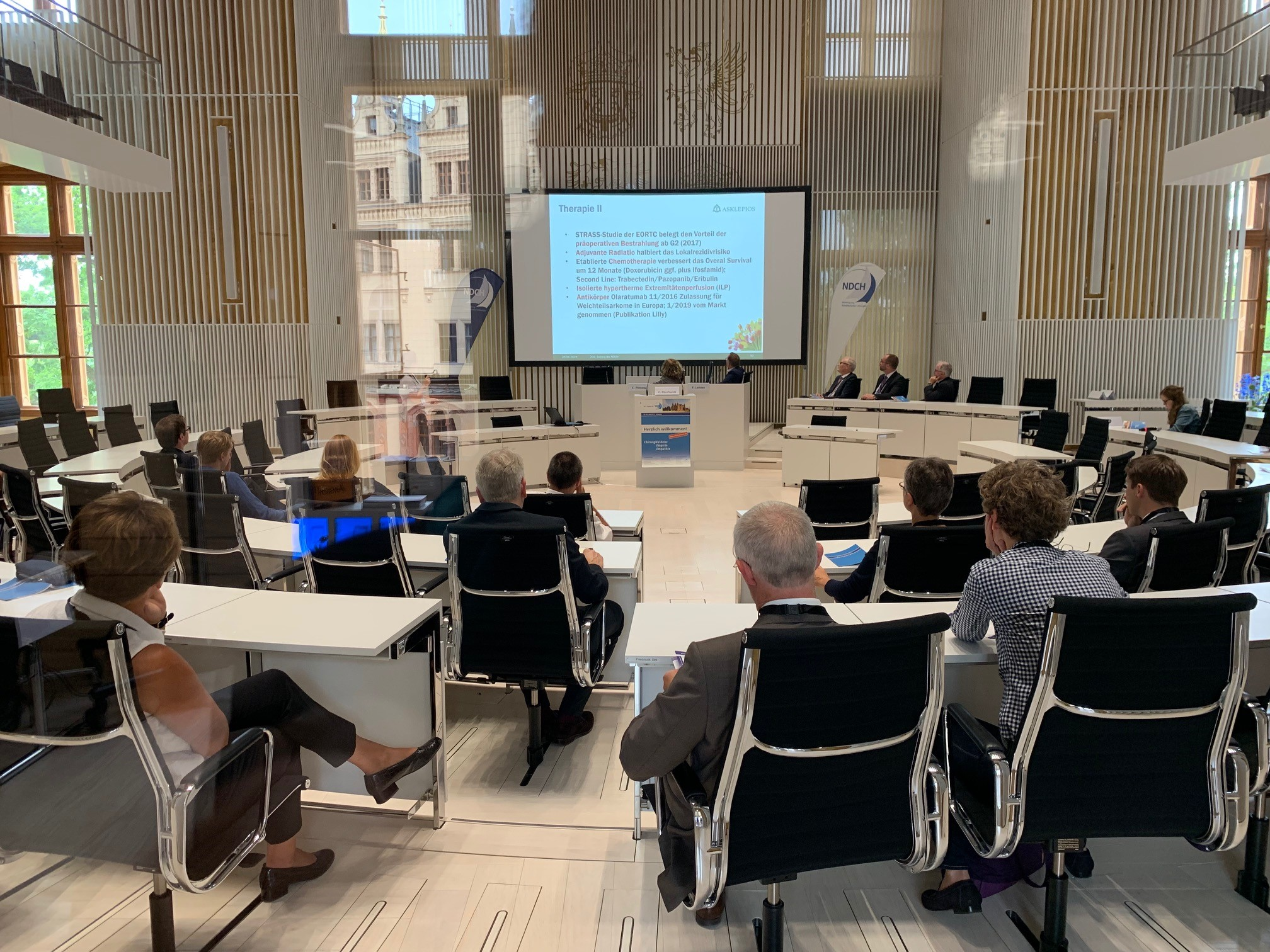
Chirurgentagung in Schwerin

Eine Tagung oder ein Kongress ist eine Zusammenkunft von Personen, die in einem speziellen Themenbereich arbeiten. Beide Begriffe werden häufig synonym verwendet; bei einem Kongress handelt es sich jedoch um eine mehrtägige Veranstaltung mit zahlreichen Teilnehmern, während die Tagung (dem Namen entsprechend) meist eintägig ist und einen kleineren Teilnehmerkreis haben kann. Ebenso gebräuchliche Bezeichnungen sind Konferenz, Symposium sowie für spezielle Berufszweige die Convention. Tagungen gehören zum MICE-Sektor (Meetings, Incentives, Conventions, Events) der Tourismuswirtschaft.

## Zur Nomenklatur
Die verschiedene Namensgebung von Tagungen, Konferenzen usw. behandelt u. a. der Münchner Wissenschaftler Eberhard Gugg in seinem Werk Der Kongress-Reiseverkehr (1972). Er gliedert die Vielfalt verwandter Ausdrücke wie
- Besprechung, Meeting, Sitzung, Symposium, Treffen
- Kongress, Mitgliederversammlung, Generalversammlung, Synode, wissenschaftliche Konferenz usw.
- Hearing, Forum (Kultur), Kolloquium, Verhandlung
- Arbeitsgruppe, Arbeitskreis, Gesprächskreis, Podiumsdiskussion, Roundtable
- Lehrgang, Schulung, Kurs, Workshop, Lernstatt, Ideenbörse
- Session, Postersession, Kommission usw.

in folgende fünf Hauptgruppen:
1. Großveranstaltungen (über 1000 Teilnehmer) ¹)
2. Kongresse (mit 200–1000 Teilnehmern)
3. Tagungen (100–200 Teilnehmer) ²)
4. Symposien (31–100 Teilnehmer) ²)
5. Seminare und Kurse (bis etwa 30 Teilnehmer)

¹) Ergänzend zu den Großveranstaltungen sind noch Begriffe wie Generalversammlung (englisch General Assembly, General Session), Jahrestagung und ähnliche anzuführen.
²) Der heutige Sprachgebrauch unterscheidet sich bei (3, 4): Der Begriff Tagung kann auch ein kleines Treffen sein (siehe etwa Konferenz und Tutorial), während Symposium vorwiegend für besonders repräsentative, meist größere Veranstaltungen als o.e. verwendet wird.

## Ablauf und Organisation
Wissenschaftliche Konferenzen oder Symposien von Forschungs- und Fachgesellschaften sind meist mehrtägig. Wenn es sich um eine einmal jährlich stattfindende Veranstaltung handelt, werden sie oft als Jahrestagung bezeichnet (siehe auch General Assembly).
Wichtige Programmpunkte größerer wissenschaftlicher Tagungen sind z. B.:
- zu Beginn ein thematischer Überblick (Keynotes) eines prominenten Wissenschaftlers oder mehrere invited Papers
- im Hauptteil die einzelnen Vorträge zu aktuellen Forschungen und Weiter- bzw. Neuentwicklungen
  - bei ganz- und mehrtägigen Konferenzen wird dieser Teil in mehrere Sessions gegliedert, als deren Vorsitzende (auch: Chair) fungieren meist anerkannte Wissenschaftler
  - bei Großveranstaltungen (ab etwa 500–800 Teilnehmern) parallel laufende Themen-Sessions (auch: Slots)
- weitere Referate verschiedener Art, Postersessions, Software-Demonstrationen usw.
- bei Jahrestagungen Berichte von Studiengruppen oder Fachkommissionen
- wissenschafts- und forschungspolitische Reden, Debatten oder Forumsdiskussionen
- Verabschiedung von Erklärungen zu den diskutierten Themen

Zusätzlich finden oft statt:
- Sitzungen der wissenschaftlichen Organisation (Dachverband, internationale Fachunion) mit Berichten, Diskussionen und Wahlen
- Firmenausstellungen (Firmenpräsentationen wie bei einer Messe zur Kontaktpflege mit Kunden und zur Gewinnung neuer Kunden)
- Jahresversammlungen von Kommissionen und Arbeitsgruppen zum Tagungsthema
- Exkursionen zu Betrieben, Kulturorten oder Naturdenkmälern in der Umgebung
- Geselligkeit

Der Grund für die Teilnahme an Tagungen oder Kongressen muss nicht ausschließlich der Wille sein, sich in einem Thema auf dem aktuellen Stand zu halten. Vielmehr wird eine Tagung auch häufig zum Anlass genommen, neue Leute kennenzulernen und somit soziale Kontakte aufzubauen und zu pflegen. Bei manchen Berufsgruppen ist eine regelmäßige Teilnahme an Tagungen auch gesetzlich vorgeschrieben. 

## Vorbereitung von Tagungen
Für die fachliche Vorbereitung einer Tagung wird meist ein Komitee von ausgewiesenen Fachleuten und Dachverbands-Vorsitzenden gebildet. Es wird oft Scientific Organizing Committee oder SOC genannt und wird je nach Auslegung der Konferenz entweder aus dem regionalen Sprachraum oder international besetzt.
Die örtliche Organisation übernimmt hingegen ein Local Organizing Committee (LOC), dem vorwiegend Mitarbeiter des Veranstalters und jüngere Wissenschaftler angehören. Es ist unter anderem für die Infrastruktur vor Ort, für die Conference papers und das Tagungsbüro verantwortlich.
Die zum Vortrag eingereichten Referate (siehe englisch Call for papers) werden heute meist einer fachlichen Begutachtung unterzogen, zu der die Expertenkommission oft auch auswärtige Gutachter heranzieht. Die eingereichten „Oral presentations“ (Zeitfenster bei großen Konferenzen etwa 15 oder 20 Minuten) müssen aus Zeitgründen oft auf Postersessions umgeleitet werden. Poster werden im Allgemeinen als weniger bedeutsam angesehen.
Je mehr Teilnehmer vorhanden sind, umso größer ist die Gefahr der mangelnden Effizienz der Gespräche. Zwecks Einhaltung der Effizienz sind Moderation und straffe Tagesordnung erforderlich.

## Zusatzprogramm
Neben den Fachvorträgen und begleitenden Aktivitäten bieten fast alle Tagungen weitere Veranstaltungen wie Fachexkursionen und gesellschaftliche Events. Dazu gehören oft:
- Workshops und Tutorien
- tagungsbezogene Exkursionen und Firmenbesichtigungen
- Podiumsdiskussionen, Erarbeiten von Stellungnahmen

## Nachbereitung
Da dem Lokalen Komitee (LOC) einer Tagung meist die örtliche Infrastruktur und Information obliegt, muss es auch nach Ende der Konferenz einige Wochen tätig bleiben. Wichtige Aufgaben sind unter anderem:
- die Aktualisierung des Teilnehmerverzeichnisses
- die finanzielle Endabrechnung
- Dankschreiben an Sponsoren, politisch Verantwortliche usw.
- allfällige Teilnahme-Bestätigungen, E-Mails, Homepage-Infos usw.
- ggf. die Erstellung und der Druck des Tagungsbandes

## Unkonferenz
Mit Unkonferenz, Ad-hoc-Nicht-Konferenz oder BarCamp wird eine Konferenz, ein Kongress oder eine Tagung bezeichnet, die sich in bewusster Abwendung von traditionellen Organisationsformen ohne zuvor festgelegtes Thema und ohne Trennung zwischen Publikum und Vortragenden entwickelt.
Die Idee reicht auf eine Beobachtung von Tim O’Reilly im Jahr 2003 zurück. Er stellte fest, dass bei klassischen Konferenzen die Kaffeepausen die mit Abstand produktivsten Phasen darstellen. Somit erklärte er die Pausen zur eigentlichen Konferenz und rief 2005 das erste „FooCamp“ (Friends Of O’Reilly) bei Socialtext in Palo Alto als Ad-Hoc-Nicht-Konferenz ins Leben. Diese wurde von den Teilnehmern ohne Vorgaben komplett in Selbstorganisation gestaltet, um in einer offenen, nicht-diskriminierenden Umgebung zu lernen und Wissen zu teilen. Der Veranstalter stellte nur die Räume, die Infrastruktur und die Verpflegung für die Teilnehmer.
Für Unkonferenzen gelten vier grundlegende Regeln:
- Jeder ist willkommen, das Event ist für alle Interessierten offen.
- Alle Teilnehmer sind gleichberechtigte Individuen in einer offenen Gemeinschaft.
- Führung ist nicht gegeben, sondern kann von überall aus entstehen.
- Es gibt keine Zuschauer; jeder ist aktiver Teilnehmer.

Daraus sind eine Vielzahl von Formaten für Unkonferenzen entstanden, beispielsweise:
- BarCamp – das ursprüngliche und erste offene Unkonferenzformat nach Tim O’Reilly's FooCamp; oft (aber heute bei weitem mehr nicht nur) mit einer ausgeprägten IT-Affinität der Teilnehmer
- Hackathon
- BibCamp – für Bibliothekarinnen, Bibliothekare und andere Menschen, die in Bibliotheken arbeiten
- EduCamp – für Lehrer, Erzieher, Medienpädagogen
- MobileMonday – für mobile Enthusiasten
- PM Camp – Projektmanagement Camp
- SpaceUp
- Startup Weekend